# 弗拉迪什镇
弗拉迪什镇是葡萄牙贝雅区的一个堂区。总面积25.58平方公里，总人口992人，人口密度38.8人/平方公里。